# Cătălin Golofca
Cătălin Gheorghiță Golofca (n. 21 aprilie 1990, Suceava, România) este un fotbalist român, care joacă pe post de atacant la Unirea Alba Iulia în Liga a III-a.

## Echipe de club
Golofca a jucat timp de 6 ani între 2010 și 2016 în liga a II-a la Rapid CFR Suceava.

### Botoșani
S-a transferat la clubul de Liga I FC Botoșani în ianuarie 2016. El a petrecut restul sezonului 2015-2016 revenit la Rapid CFR Suceava sub formă de împrumut.
În sezonul următor, noul său club l-a reținut în lot. Primul gol în prima ligă l-a înscris la 18 august 2016, într-o victorie cu 5-0 în deplasare cu ACS Poli Timișoara. Până la sfârșitul sezonului, Golofca a înscris în total 9 goluri în 34 de partide. În sezonul următor, după primele patru etape, FC Botoșani se afla pe primul loc în clasament, Golofca jucând în toate cele patru meciuri și marcând alte trei goluri.

### FCSB
Pe 7 august 2017, FCSB a anunțat transferul lui Golofca pe un contract pe patru ani, în schimbul sumei de 400.000 de euro plus TVA pentru, FC Botoșani păstrând 60% din drepturile financiare în vederea unui viitor transfer.
Transferul nu a fost unul reușit, Golofca având prestații modeste, și fiind acuzat de indisciplină. La finalul sezonului de toamnă din 2017, Golofca a revenit la FC Botoșani, după ce a jucat în doar 8 meciuri de campionat pentru FCSB fără a înscrie vreun gol.

### CFR Cluj
După 3 ani la FC Botoșani, Golofca a plecat la CFR Cluj în august 2019, pentru suma de 500.000 de euro.